# Дом со шпилем
«Дом со шпилем» (укр. «Будинок зі шпилем», также дом ХТГЗ) — жилой дом в центре Харькова в стиле «сталинский ампир»; одна из достопримечательностей города, входящая в так называемые «семь чудес Харькова». Занимает квартал на углу площади Конституции, ограниченный самой площадью, Московским проспектом и двумя переулками — Короленко и Армянским.

## История
Современная площадь Конституции во время войны сильно пострадала. Небольшие дома, находившиеся на территории нынешнего строения, были практически полностью разрушены.
Строительство здания было начато Харьковским турбинным заводом в стиле «сталинский ампир» для своих сотрудников в 1950 году; в 1952 началось масштабное строительство квартала, выходящего на площадь.
Дом со шпилем возводился в рамках масштабного послевоенного восстановления города после нацистской оккупации, когда одновременно в 1952 году в центре Харькова одновременно возводились более ста крупных зданий.
Проект здания как интересного образчика архитектуры (выполненного по проекту архитектора П. И. Арешкина) был опубликован на страницах справочной книги «Харьков» 1953 года Харьковского газетно-журнального издательства: Высокой башней будет увенчан новый, уже строящийся многоэтажный жилой дом, который занимает целый квартал между площадью Тевелева и переулками Армянским и Короленко.
В 1953 году шпиль здания ещё строился.
Также и на Лопанской стрелке была запроектирована «сталинская высотка» со шпилем как архитектурная доминанта центра города. Также шпилями должны были быть увенчаны Центральный универмаг (Харьков), новое здание Харьковского университета и дом на углу Театрального спуска и ул. Потебни. После кончины И. В. Сталина все данные проекты были отменены, кроме законченного постройкой в 1954 году шпиля дома ХТГЗ на площади Тевелева.
В 1954 году была завершена основная 7-этажная часть дома с 11-этажной башней, увенчанной шпилем. Нумерация квартир здания начиналась с третьего этажа башни; высота этажей в башне — более 4 м. В данной башне выделялись просторные квартиры (по две квартиры на каждом этаже с третьего по десятый) для руководителей и ведущих специалистов — в частности, главный конструктор завода академик Леонид Шубенко-Шубин получил квартиру № 5.

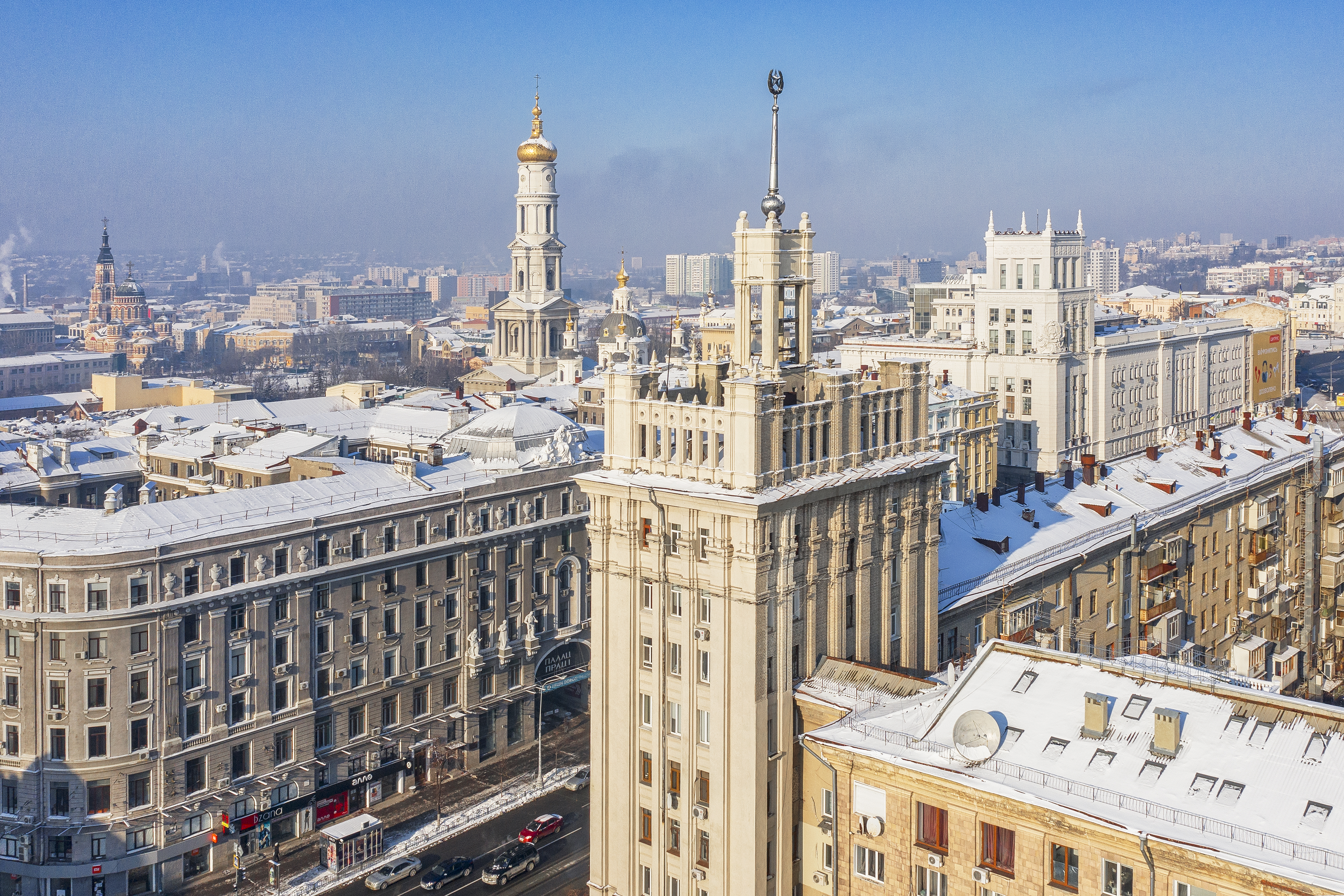
Общий вид главной башни здания

В 1967 году было завершено строительство 9-этажного крыла здания по Армянскому переулку с почтовым отделением. Крыло строилось во времена начатой Н. Хрущёвым борьбы с «архитектурными излишествами» и потому отличается от основного крыла здания минимумом декоративных деталей.
На первом этаже башни изначально располагалась булочная-кондитерская, на втором — парикмахерская, на первом и втором этажах по всей длине здания по площади Тевелева и Московскому проспекту до въездной арки дома находился крупнейший в Харькове книжный магазин «Книжный мир» (укр. Книжковий свiт), окончательно закрытый в 2010-х годах; в крыле по переулку Армянскому, 1/3, располагалось большое отделение связи СССР и телефонный переговорный пункт Министерства Связи СССР.
Дом со шпилем — единственное здание на площади, относящееся к Основянскому району города. С 1924 по 1940 год и территория данного здания, и Харьковский турбогенераторный завод (с момента начала его строительства — 1929) относились к одному административному району — Краснозаводскому.
Здание пострадало в результате ракетного удара российских войск по Дворцу труда 2 марта 2022 года, большая часть остекления со стороны пл. Конституции была выбита взрывной волной.
В доме жил герой СССР Анатолий Чинков, в его память на доме установлена мемориальная доска.

## Один из символов Харькова
В 2008 году «Дом со шпилем» удостоился шестого места в конкурсе «Семь чудес Харькова». В ноябре 2009 года скульптура здания в исполнении скульптора Сейфаддина Гурбанова была установлена по ул. Пушкинской на площади Архитекторов. Летом 2010 года и. о. мэра города Геннадий Кернес предложил отправить модель «Дома со шпилем» на доработку, однако скульптор заявил, что следовал проекту, переданному ему в городском управлении архитектуры, и переделывать скульптуру отказался.

## В литературе
В доме со шпилем разворачиваются события в романе «uk:Депеш Мод» Сергея Жадана.

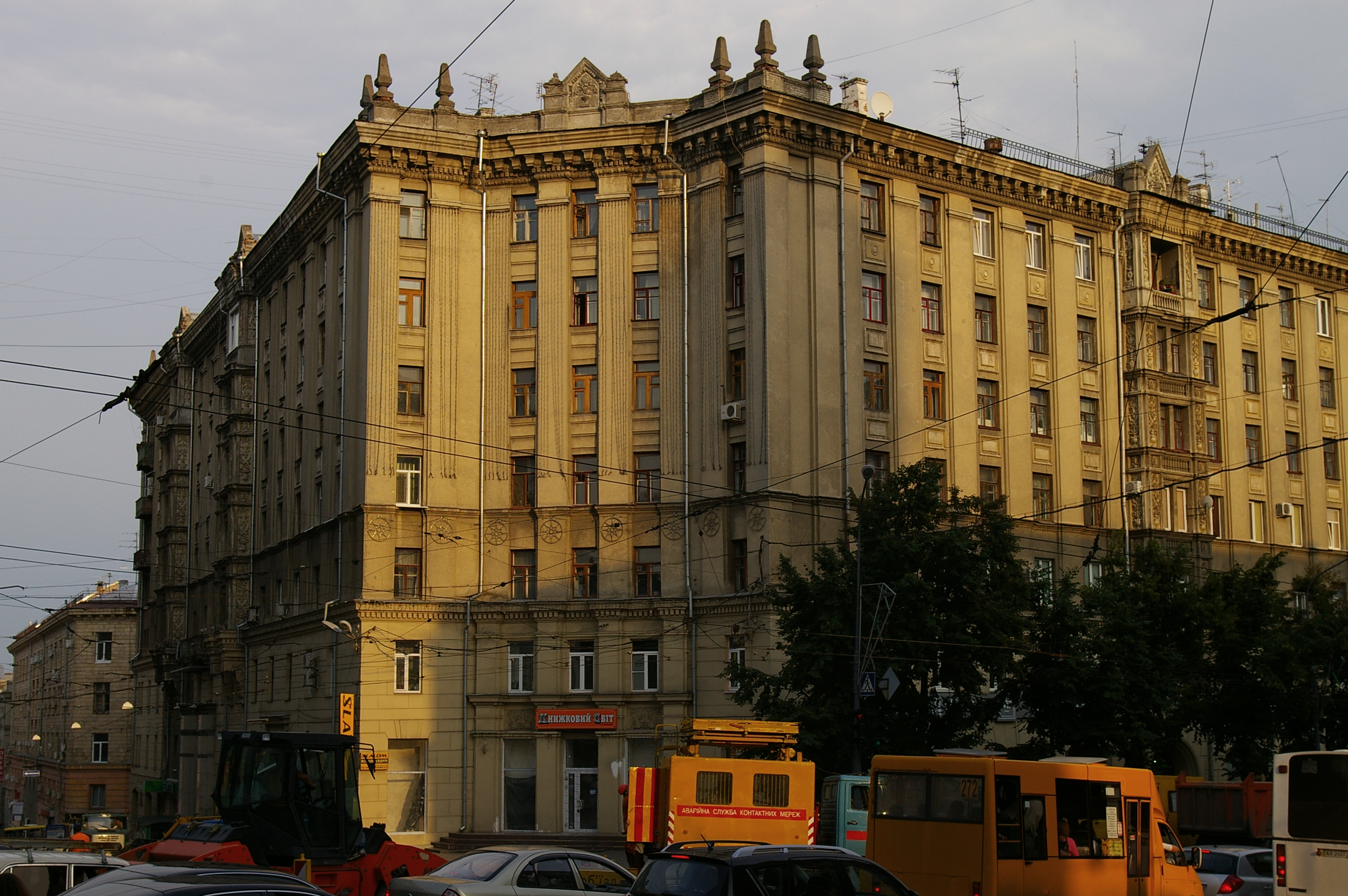
Вид дома на углу Московского проспекта и пл. Конституции
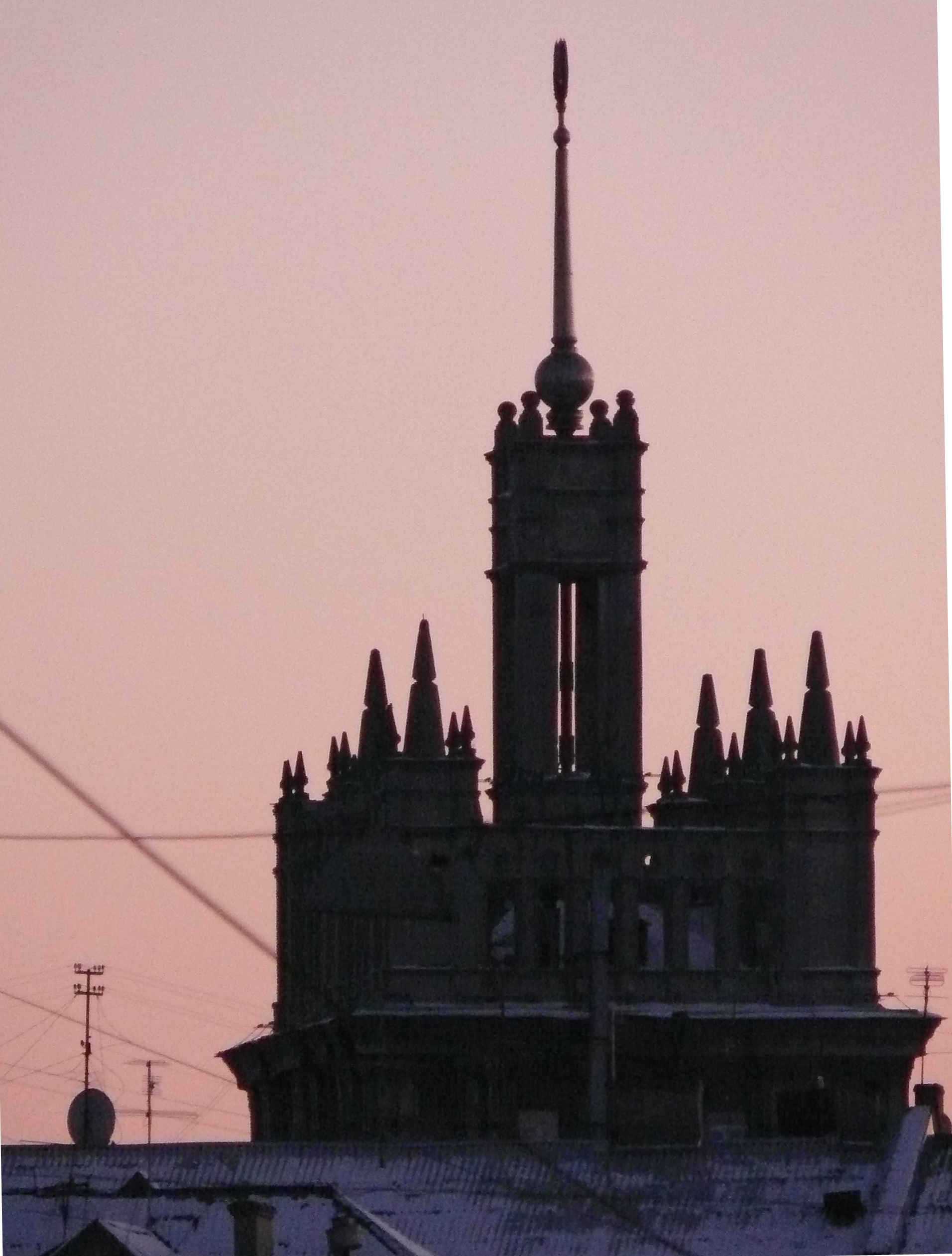
Силуэт «Дома со шпилем» на фоне заката
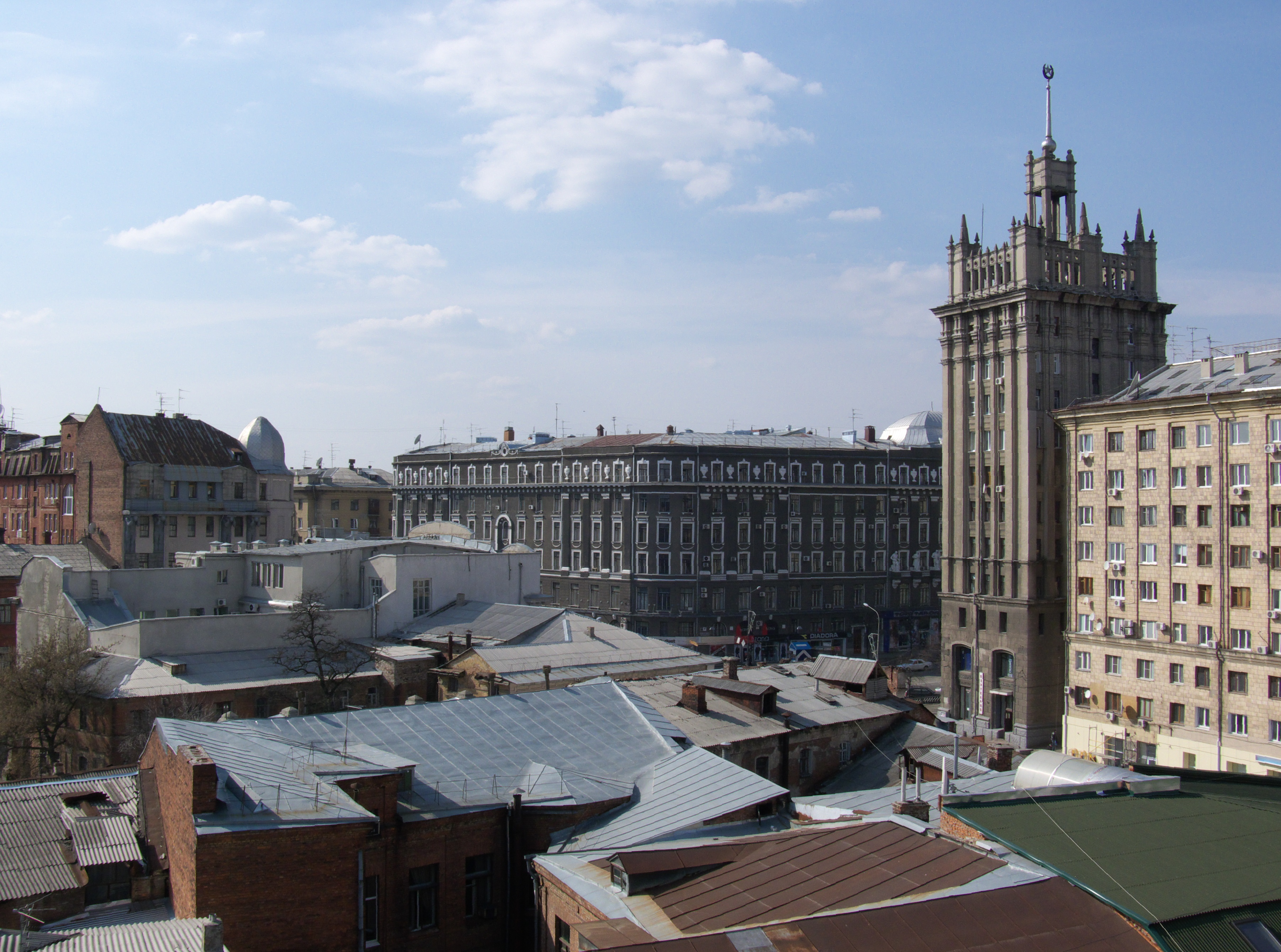
Угол площадей Конституции и Павловской. Дворец труда и «Дом со шпилем»